# San Jorgegolf

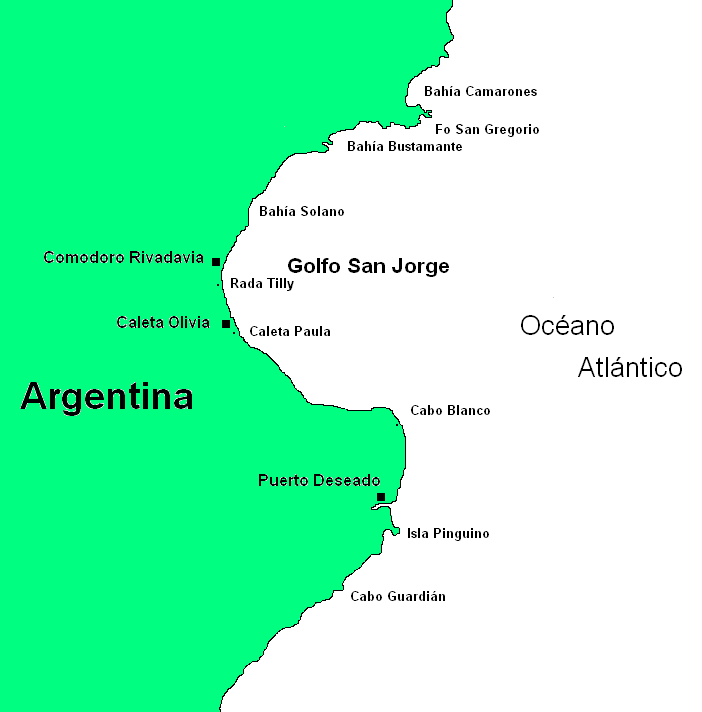
Overzichtskaart van de San Jorgegolf

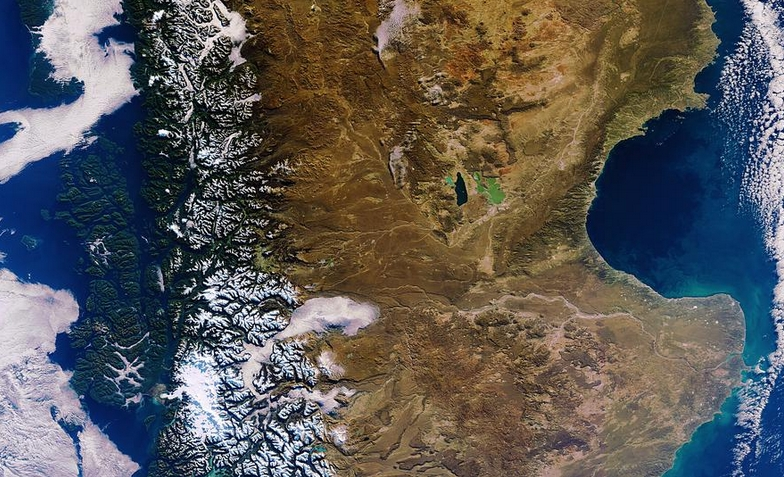
Satellietfoto met baai

De San Jorgegolf is een baai voor de kust van Patagonië, in het zuiden van Argentinië, en maakt deel uit van de Atlantische Oceaan. De kustlijn ligt aan de provincies Chubut en Santa Cruz. Het strekt zich uit van Kaap Dos Bahías in het noorden naar Kaap Tres Puntas in het zuiden.
Het grootste deel van de bodem van de golf ligt tussen de 70 en 100 meter onder de zeespiegel en de gemiddelde diepte is zo’n 85 meter. De maximale afmetingen van de golf zijn 244 kilometer van noord naar zuid en 148 kilometer van oost naar west. 
Aan de kust zijn de belangrijkste plaatsen Comodoro Rivadavia en Caleta Olivia. Beide plaatsen hebben havens voor de visserij en de overslag van olie.
Vanaf de kust is de trek van de Zuidkaper te volgen. Ze verblijven meestal vlak voor de kust, zelfs in ondiepe wateren en in de zomer trekken veel dieren naar de voedselrijke wateren rond Antarctica.